# Burago di Molgora

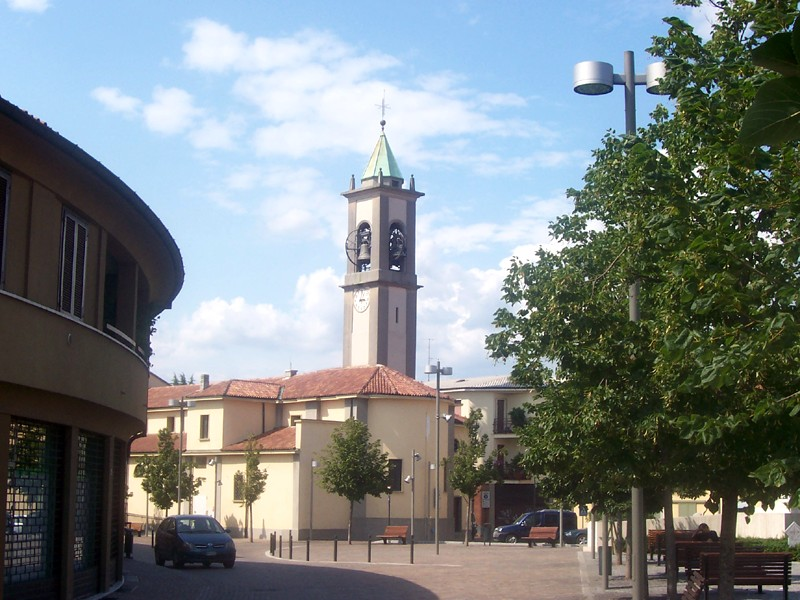
Burago di Molgora: Blick auf San Vito

Burago di Mòlgora ist eine norditalienische Gemeinde (comune) mit 4269 Einwohnern (Stand 31. Dezember 2023) in der Provinz Monza und Brianza in der Lombardei. Die Gemeinde liegt etwa neun Kilometer östlich von Monza in der Brianza an der Molgora.

## Geschichte
Der Name des Ortes geht vermutlich auf den Familiennamen Buriacus  zurück. Möglicherweise ist er auch ursprünglich keltischen Ursprungs.
Bis 1860 gehörte der Ort noch zur heutigen Nachbargemeinde Vimercate.

## Wirtschaft und Verkehr
Westlich der Gemeinde führt die Tangenziale Est, die Autostrada A51 von Usmate Velate Richtung Mailand. Einige mittelständische Unternehmen, unter anderem der chemischen Industrie, haben sich in Burago di Molgora angesiedelt.